# Prominententransport
Prominententransport bezeichnet den ersten Gefangenentransport von Wien in das KZ Dachau am 1.–2. April 1938 während der Zeit des Nationalsozialismus in Österreich.

## Der Transport
Während des „Anschlusses“ Österreichs an Hitlerdeutschland traf am Morgen des 12. März 1938, noch vor dem Einmarsch der Wehrmacht, deutsche Polizei per Flugzeug in Wien ein. Sie begann sofort damit, Politiker und andere Exponenten des autoritären Ständestaats, höhere Beamte, ehemalige Heimwehrführer, Sozialisten, Kommunisten, Monarchisten und andere Gegner des Nationalsozialismus zu verhaften. Dabei wurden sie von österreichischen Nationalsozialisten unterstützt. Schätzungen zufolge sollen in den ersten sechs Wochen nach dem „Anschluss“ 50.000–76.000 Menschen verhaftet worden sein. Da das Sicherheitsressort bereits im Februar 1938 vom mit den Nationalsozialisten sympathisierenden Arthur Seyß-Inquart übernommen worden war, verfügten die neuen Machthaber über alle polizeilichen Unterlagen des Schuschnigg-Regimes. Dies erleichterte ihnen die – vermutlich bereits in Berlin erfolgte – Erstellung der Listen von zu verhaftenden Österreichern.
Bis Ende März wurde von der neu gegründeten Wiener Leitstelle der Geheimen Staatspolizei (Gestapo) eine Liste von 151 im Polizeigefängnis Rossauer Lände inhaftierten Personen zusammengestellt, die in das KZ Dachau überstellt werden sollten. Nachdem eine Person wieder von der Liste gestrichen worden war, wurden diese 150 sogenannten „Schutzhäftlinge“ am Abend des 1. Aprils zwischen 19 Uhr und 21 Uhr mit neun Zellenwagen vom Gefängnis zum Westbahnhof gebracht. Dort mussten sie in Schnellbahnwaggons umsteigen, in denen sie zum Konzentrationslager gebracht wurden. Bereits beim Einsteigen und unterwegs kam es zu zahlreichen Misshandlungen durch die SS-Wachmannschaft, die von Angehörigen der auch in Dachau als Wachmannschaft eingesetzten SS-Totenkopfstandarte 1 „Oberbayern“ gestellt wurde.
Am 2. April wurden von dem Transport 150 Personen im Zugangsbuch des KZ Dachau registriert, denen die Häftlingsnummern 13.780–13.929 zugewiesen wurden. Im Vergleich mit der Wiener Liste fehlte dabei Johann Stern. Der gefangene Journalist Maximilian Reich berichtete, dass ein Mitgefangener einem SS-Mann in selbstmörderischer Absicht ins Bajonett gelaufen und gestorben sei. Dabei handelte es sich möglicherweise um Johann Stern. Dagegen wurde in Dachau der Jurist und Gendarmerieoffizier Ernst Mayer verzeichnet, der nicht auf der Wiener Liste stand und dem Transport möglicherweise in Linz hinzugefügt worden war.
Etwa ein Drittel der betroffenen Häftlinge war jüdischer Religion oder Abstammung. Mit der Häftlingskategorie „Schutzhaft – Jude“ standen sie in den Konzentrationslagern an unterster Stelle der Häftlingshierarchie. Sie hatten in der Frühphase der Judenverfolgung noch die Möglichkeit, unter Vorweis einer (schwierig zu erlangenden) Einreisegenehmigung für ein anderes Land aus dem KZ entlassen zu werden. Sie mussten dann so schnell wie möglich und unter Zurücklassung sämtlicher Vermögenswerte das Reichsgebiet verlassen, sonst drohte die erneute Verhaftung.
Zum ersten Österreichertransport gehörten Wiens Bürgermeister Richard Schmitz, der spätere Gewerkschaftsbund-Präsident Franz Olah, die Schriftsteller Raoul Auernheimer und Heinrich Jacob, der Librettist Fritz Löhner-Beda, ferner der Privatsekretär des letzten österreichischen Kaisers, Karl Werkmann, und der spätere Bundeskanzler Leopold Figl.

### Zum Begriff
Der Begriff Prominententransport für diesen ersten Gefangenentransport nach Dachau wurde im Nachhinein geprägt, da er sehr viele prominente Persönlichkeiten betraf.

### Liste der Häftlinge
| Vor- und Nachname            | Geburtsjahr            | Todesjahr            | Tätigkeit |
| ---------------------------- | ---------------------- | -------------------- | --- |
| Walter Adam                  | 1886                   | 1947                 | Journalist und Politiker, Chef des Bundespressedienstes und Generalsekretär der Vaterländischen Front (VF). 1939/40 vorübergehend in das KZ Flossenbürg verlegt. Im Juli 1943 aus der KZ-Haft entlassen und im Rheinland konfiniert. |
| Richard Alexander            | 1902                   | Todesdatum unbekannt | Beamter, VF-Funktionär, Stabschef des Sturmkorps. Wurde im Juni 1940 aus der KZ-Haft entlassen, ab 1943 Wehrmachtssoldat. Überlebte den Krieg und wurde 1947 als Presseattaché an die österreichische Gesandtschaft in Buenos Aires berufen. |
| Raoul Auernheimer            | 1876                   | 1948                 | Jurist, Journalist und Schriftsteller. In Dachau mit der Häftlingskategorie „Schutzhaft – Jude“ geführt. Im August 1938 unter der Auflage, das Land unverzüglich zu verlassen, aus der KZ-Haft entlassen. Erzwungene Emigration in die USA. 1944 Verleihung der US-amerikanischen Staatsbürgerschaft. |
| Hans Sidonius Becker         | 1895                   | 1948                 | Journalist und Künstler. Mitarbeiter von Walter Adam. Im September 1939 in das KZ Mauthausen verlegt, von wo er im Dezember 1940 entlassen wurde. Kontakte zu Widerstandskreisen, Mitbegründer der Widerstandsgruppe O5. Im Februar 1945 erneute Festnahme und Überstellung nach Mauthausen, wo er die Befreiung am 7. Mai 1945 erlebte. |
| Viktor Benda                 | 1897                   | 1974                 | Schlosser, Sozialdemokrat und Zugführer des Republikanischen Schutzbundes. Im März 1940 aus der KZ-Haft entlassen. Wurde nach 1945 Bezirkspolizeichef von Wien-Margareten. |
| Josef Bick                   | 1880                   | 1952                 | Professor für klassische Philologie an der Universität Wien und Generaldirektor der Österreichischen Nationalbibliothek. Im Mai 1938 in das KZ Sachsenhausen überstellt. Im August 1938 aus der KZ-Haft entlassen und in Piesting konfiniert. Nach dem Krieg wieder als Direktor der Nationalbibliothek eingesetzt. |
| Stefan Billes                | 1909                   | 2002                 | Sozialdemokrat, Funktionär der Sozialistischen Arbeiterjugend und 1930–1934 burgenländischer Landesführer der Roten Falken. Im September 1938 aus der KZ-Haft entlassen. Nach dem Krieg als Politiker (SPÖ) und bis zuletzt als Zeitzeuge aktiv. |
| Wilhelm Blitz                | 1903                   | 1987                 | Immobilienbesitzer und Kunstsammler. Wurde mit der Häftlingskategorie „Schutzhaft – Jude“ geführt. Wurde 1939 aus der KZ-Haft entlassen und mit seiner Familie zur Emigration gezwungen. Seine Kunstsammlung wurde im Auftrag der Gestapo verkauft, sein Immobilien-Eigentum „arisiert“. |
| Fritz Bock                   | 1911                   | 1993                 | Jurist und Politiker. Ab 1934 als stellvertretender Bundeswerbeleiter der VF für antinationalsozialistische Propaganda zuständig. Im Jänner 1939 aus der KZ-Haft entlassen. Nach dem Krieg Mitbegründer der Österreichischen Volkspartei (ÖVP) und 1956–1968 Handelsminister. |
| Richard Böhm                 | 1890                   | 1966                 | Jurist, Polizeibeamter und Komponist. War als Polizeirat 1933–1938 an der Ausforschung und Festnahme illegaler NSDAP-Mitglieder beteiligt. Komponierte im KZ religiöse Lieder (u. a. Dachauer Gesänge). 1942 aus der KZ-Haft entlassen und in Berlin konfiniert. Im Jänner 1945 zur Wehrmacht eingezogen. Nach dem Krieg weitere Karriere im Polizeidienst bzw. im Innenministerium. |
| Heinrich Braun               | 1901                   | 1940                 | Jurist und Polizeibeamter. Mit Häftlingskategorie „Schutzhaft – Jude“ geführt. Wurde im September 1938 in das KZ Buchenwald überstellt, wo er am 24. Februar 1940 starb. |
| Adolf Brett                  | 1873                   | 1941                 | Kabarettbesitzer (u. a. Kabarett Hölle) und Theaterdirektor. Häftlingskategorie „Schutzhaft – Jude“. Starb am 8. Juli 1941 im KZ Buchenwald, angeblich an Altersschwäche. |
| Ernst Buchbinder             | 1887                   | 1964                 | Ingenieur. Häftlingskategorie „Schutzhaft – Jude“. Wurde in Dachau wiederholt schwer misshandelt und im September 1938 in das KZ Buchenwald überstellt. 1939 Entlassung, erzwungene Emigration nach New York. |
| Leopold Buchsbaum            | 1889                   | 1977                 | Polizeibeamter und VF-Mitglied (Standesvertreter der Polizei). Wurde vorübergehend in das KZ Flossenbürg verlegt. 1940 Entlassung aus der KZ-Haft. Ab September 1944 Mitglied der Widerstandsgruppe Freies Österreich. Nach dem Krieg wieder im Polizeidienst tätig. |
| Chaim Wolf Burstyn           | 1898                   | Todesdatum unbekannt | Kaufmann und Taxiunternehmer. In Dachau mit Häftlingskategorie „Schutzhaft – Jude“ geführt und Ende August 1938 in das Gefangenenhaus der Polizeidirektion Wien überstellt. Wurde im Frühjahr 1939 an die polnische Grenze gebracht und gezwungen, diese illegal zu überschreiten, wofür er in Polen inhaftiert wurde. Floh 1941 über Rumänien nach Palästina und blieb nach 1945 in Tel Aviv. Sein weiteres Schicksal ist unbekannt. |
| Heinrich Burstyn             | 1903                   | 1965                 | Immobilienmakler und Kaufmann. In Dachau mit Häftlingskategorie „Schutzhaft – Jude“ geführt und Ende August 1938 in das Gefangenenhaus der Polizeidirektion Wien überstellt. Wurde mit seinen Brüdern Chaim Wolf und Nathan an die polnische Grenze gebracht. Sein weiteres Schicksal während der NS-Zeit ist unbekannt. 1950 kam er in Haifa an, 1956 kehrte er nach Wien zurück. |
| Israel Burstyn               | 1891                   | Todesdatum unbekannt | Geschäftsführer. Häftlingskategorie „Schutzhaft – Jude“. Sein weiteres Schicksal ist unbekannt. |
| Josef Burstyn                | 1894                   | 1942                 | Kaufmann. Häftlingskategorie „Schutzhaft – Jude“. Wurde im September 1938 nach Buchenwald, im Oktober 1942 nach Auschwitz überstellt, wo er am 19. Dezember 1942 umkam. |
| Nathan Burstyn               | 1904                   | Todesdatum unbekannt | Vertreter. In Dachau mit Häftlingskategorie „Schutzhaft – Jude“ geführt und Ende August 1938 in das Gefangenenhaus der Polizeidirektion Wien überstellt. Wurde mit seinen Brüdern Chaim Wolf und Heinrich an die polnische Grenze gebracht. Im Juni 1940 wurde er von der Roten Armee verhaftet und war bis 1946 in verschiedenen Lagern interniert. 1948 kam er nach Haifa. Sein weiteres Schicksal ist unbekannt. |
| Salomon Burstyn              | 1901                   | 1973                 | Kaufmann. In Dachau mit Häftlingskategorie „Schutzhaft – Jude“ geführt und Ende August 1938 in das Gefangenenhaus der Polizeidirektion Wien überstellt, wo er bis November 1939 inhaftiert blieb. 1940 Fluchtversuch nach Palästina, in Folge 1940–1945 auf der Inselfestung Beau Bassin auf Mauritius inhaftiert. 1945 ging er nach Tel Aviv, 1963 kehrte er nach Wien zurück. |
| Alfred Claisen               | 1892                   | 1976                 | Amtsrat im Finanzministerium, VF-Bezirksleiter von Wien-Hietzing. Im September 1938 aus Dachau entlassen. Nach dem Krieg in der Buchhaltung in mehreren Ministerien und im Rechnungshof tätig. |
| Ernst Colbert                | 1891                   | 1943                 | Schriftsteller und Herausgeber der Tageszeitung Der Abend. Wurde mit Häftlingskategorie „Schutzhaft – Jude“ geführt, im September 1938 nach Buchenwald überstellt, im März 1939 entlassen. Wurde 1943 wegen „staatsfeindlicher Betätigung“ von der Wiener Gestapo erkennungsdienstlich erfasst, kam am 2. Dezember 1943 in Auschwitz ums Leben. Er war der Sohn von Carl Colbert. |
| Robert Danneberg             | 1885                   | 1942                 | Sozialdemokratischer Spitzenpolitiker und Jurist. Mit der Häftlingskategorie „Schutzhaft – Jude“ geführt, im September 1938 nach Buchenwald überstellt, im Oktober 1942 nach Auschwitz, wo er am 2. Dezember 1942 umkam. |
| Ludwig Draxler               | 1896                   | 1972                 | Rechtsanwalt, Konsulent der Heimwehr, Politiker und 1935/36 Finanzminister. Wurde am 4. März 1939 aus der KZ-Haft entlassen. Nach dem Krieg wieder als Rechtsanwalt tätig. |
| Rudolf Duchon                | 1898                   | 1968                 | Maschinenschlosser, sozialdemokratisch oder kommunistisch orientiert, Beteiligter an den Februarkämpfen 1934. Wurde am 10. Mai 1939 aus der KZ-Haft entlassen. |
| Engelbert Dworak             | 1899                   | 1953                 | Politiker der Christlichsozialen Partei (CS) und VF-Landesleiter für Niederösterreich. Wurde am 22. April 1939 aus der KZ-Haft entlassen. Nach dem Krieg ÖVP-Gemeinderat in Wien. |
| Friedrich Eckert             | 1911                   | 1980                 | CS-Politiker und VF-Funktionär. Wurde am 13. März 1939 aus der KZ-Haft entlassen, von 15. Februar 1945 bis Kriegsende erneut in Haft. Nach dem Krieg Mitbegründer der ÖVP und Mitglied des Bundesrates. |
| Jakob Ehrlich                | 1877                   | 1938                 | Rechtsanwalt, Zionist, 1936/37 Vizepräsident der Israelitischen Kultusgemeinde Wien (IKG), ermordet in Dachau am 17. Mai 1938. |
| Alexander Eifler             | 1888                   | 1945                 | Offizier und Stabschef des Republikanischen Schutzbundes. Vorübergehend 1939/40 nach Flossenbürg verlegt. Starb nach wiederholten schweren Misshandlungen am 2. Jänner 1945 an Blutvergiftung. |
| Hans Mathias Eisenstädter    | 1900                   | 1971                 | Versicherungsbeamter und VF-Funktionär. Durch Misshandlung auf dem Transport erlitt er eine Gehörschädigung. In Dachau mit Häftlingskategorie „Schutzhaft – Jude“ geführt, 1939 entlassen und emigrierte in die USA, wo er den Namen John Mathew Ellis annahm. |
| Armand Eisler                | 1880                   | 1957                 | Rechtsanwalt. Häftlingskategorie „Schutzhaft – Jude“. Im Mai 1939 mit der Auflage entlassen, das Land zu verlassen. Emigrierte in die USA. |
| Richard Entinger             | 1904                   | 1974                 | Buchhalter und Mitglied der Kommunistischen Partei Österreichs (KPÖ). War bis Kriegsende in den KZs Dachau, Flossenbürg und Buchenwald inhaftiert. Nach dem Krieg wurde er Journalist bei den Oberösterreichischen Nachrichten und saß in der Landesleitung der KPÖ Oberösterreich. |
| Erich Fein                   | 1909                   | 1983                 | Goldarbeitergehilfe und anfangs in der Sozialdemokratischen Arbeiterpartei (SDAP) aktiv und trat 1931 zur KPÖ über. Wurde im September 1939 in das KZs Buchenwald überstellt, wo er bis Kriegsende inhaftiert blieb. Nach 1945 wurde er KPÖ-Funktionär und ab 1957 Vorstandsmitglied und Vizepräsident des KZ-Verbands sowie Vorstandsmitglied im Dokumentationsarchiv des österreichischen Widerstandes (DÖW). |
| Adalbert Felsenburg          | 1877                   | 1952                 | Journalist für die Neue Freie Presse und das Neuigkeits-Welt-Blatt. Großonkel von Elfriede Jelinek. Wurde in Dachau mit Häftlingskategorie „Schutzhaft – Jude“ geführt, im September 1938 nach Buchenwald überstellt und dort im August 1939 Entlassen. Infolge der Misshandlungen im KZ verlor er seinen rechten Arm. Er floh nach Südfrankreich. Nach dem Westfeldzug der Wehrmacht wurde er im Lager St. Cyprien interniert. Nach Kriegsende kehrte er nach Österreich zurück. |
| Leopold Figl                 | 1902                   | 1965                 | CS- und VF-Politiker. Nach vorübergehender Verlegung nach Flossenbürg im Mai 1943 entlassen. Im Oktober 1944 erneute Verhaftung und Einlieferung in das KZ Mauthausen, von wo er im Jänner 1945 an das Landgericht Wien überstellt wurde. Bei Kriegsende Mitbegründer der ÖVP, später österreichischer Bundeskanzler und Außenminister und Landeshauptmann von Niederösterreich. |
| Desider Friedmann            | 1880                   | 1944                 | Rechtsanwalt, Zionist und 1933–1938 Präsident der Israelitischen Kultusgemeinde Wien. Mit Häftlingskategorie „Schutzhaft – Jude“ geführt, im September 1938 nach Buchenwald überstellt und im September 1942 in das Ghetto Theresienstadt verlegt. Im Oktober nach Auschwitz deportiert und dort ermordet. |
| Alexander Geller             | 1884                   | 1952                 | Zeitungsherausgeber. Mit Häftlingskategorie „Schutzhaft – Jude“ geführt, im September 1938 nach Buchenwald überstellt, im Februar 1939 entlassen und zur Emigration gezwungen. Ging über England nach Tel Aviv. Kehrte 1948 zurück und wurde Mitarbeiter beim Wiener Kurier. |
| Josef Gerö                   | 1896                   | 1954                 | Jurist (Staatsanwalt). Mit Häftlingskategorie „Schutzhaft – Jude“ geführt, im September 1938 nach Buchenwald überstellt und im Sommer 1939 entlassen. Im August 1939 Flucht nach Jugoslawien, wo er nach dem deutschen Überfall 1941 und 1944 erneut inhaftiert wurde. 1944 zur Zwangsarbeit verpflichtet. |
| Alfons Gorbach               | 1898                   | 1972                 | VF-Landesleiter in der Steiermark und Landtagsabgeordneter. 1939/40 vorübergehend nach Flossenbürg verlegt, im November 1942 aus der KZ-Haft entlassen. Im 1944 erneute Verhaftung und Einweisung ins KZ Flossenbürg. Überstellung nach Dachau, wo er das Kriegsende erlebte. In der Zweiten Republik ÖVP-Politiker und 1961–1964 Bundeskanzler. |
| Richard Gredler-Oxenbauer    | 1886                   | 1948                 | Niederösterreichischer Heimwehr-Funktionär, Gruppenkommandant der Frontmiliz. 1939/40 vorübergehend nach Flossenbürg verlegt, im November 1942 aus der KZ-Haft entlassen. Starb am 6. Juli 1948 in Wien an Haftfolgen. |
| Arnold Grünfeld              | 1901                   | 1989                 | Zahnarzt in Gattendorf und an der Wiener Universitätsklinik. Mit Häftlingskategorie „Schutzhaft – Jude“ geführt, im September 1938 nach Buchenwald überstellt und im Februar 1939 entlassen. Anschließend erzwungene Emigration nach New York. |
| Otto Günther                 | 1895                   | Todesdatum unbekannt | Verleger, Chefredakteur und Zeitungsherausgeber. Mit Häftlingskategorie „Schutzhaft – Jude“ geführt, im September 1938 nach Buchenwald überstellt und im April 1939 entlassen. Anschließend Flucht nach Frankreich und 1942 Emigration nach New York, wo er die „Austria – Günther Publications“ herausgab. Sein weiteres Schicksal ist unbekannt. |
| Lothar Haas                  | 1892                   | 1940                 | Hauptmann d. D., Legitimist, in der Frontmiliz aktiv. Im September 1939 ins KZ Mauthausen überstellt, wo er am 14. Februar 1940 umkam. |
| Josef Händler                | 1910                   | 1987                 | Anstreicher, Kommunist, beteiligt an den Februarkämpfen. Arbeitete in Dachau an der illegalen politischen Lagerleitung mit, wofür er sechs Wochen im Arrestbunker verbrachte und anschließend in eine Strafkompanie kam. Im Herbst 1939 für zwei Monate nach Mauthausen verlegt. Im Jänner 1941 Verlegung in das KZ Neuengamme. Im April 1945 zur Aktenverbrennung an die SS abkommandiert und in den letzten Kriegstagen Aufnahme in die 36. SS-Division, Anfang Mai 1945 konnte er flüchten. Nach der Befreiung blieb er in Hamburg, war Mitglied der Kommunistischen Partei Deutschlands bzw. der Deutschen Kommunistischen Partei und betätigte sich bei der VVN-BdA e. V. |
| Robert Hecht                 | 1881                   | 1938                 | Jurist und Spitzenbeamter. Juristischer Berater von Bundeskanzler Engelbert Dollfuß. In Dachau mit Häftlingskategorie „Schutzhaft – Jude“ geführt und starb am 30. Mai 1938 (laut Leichenschauschein „Tod durch Erhängen“). |
| Bruno Heilig                 | 1888                   | 1968                 | Journalist und Publizist. Mit Häftlingskategorie „Schutzhaft – Jude“ geführt, im September 1938 nach Buchenwald überstellt und im April 1939 entlassen. Im August 1939 Flucht nach Großbritannien. 1941 veröffentlichte er einen Bericht über seine KZ-Haft („Men Crucified“, 1948 in deutscher Übersetzung: „Menschen am Kreuz. Dachau – Buchenwald“). Nach Kriegsende Mitarbeit beim Internationalen Militärtribunal in Nürnberg, übersiedelte in die Sowjetische Besatzungszone und arbeitete als Journalist und Übersetzter aus dem Ungarischen. |
| Egon Hilbert                 | 1899                   | 1968                 | Polizeijurist, Theater- und Opernintendant. 1939/40 vorübergehend nach Flossenbürg überstellt. Verblieb bis zur Befreiung 1945 im KZ Dachau. In der Zweiten Republik Leiter verschiedener kultureller Institutionen. |
| Johann Hödl                  | 1888                   | 1940                 | Fahrdienstleiter und Bahnhofsvorstand in Gutenstein. Stadtleiter der Heimwehr in Wiener Neustadt. Im September 1939 in das KZ Mauthausen überstellt, wo er am 27. März 1940 verstarb. |
| Theodor Hornbostel           | 1889                   | 1973                 | Diplomat. Im September 1939 nach „unbekannt“ überstellt. Im Mai 1943 aus dem KZ Buchenwald entlassen. Im Sommer 1945 Rückkehr nach Österreich. |
| Alfred Hortwig               | 1888                   | 1967                 | Major a. D., Leiter des Informationsdienstes der VF. In Dachau mit Häftlingskategorie „Schutzhaft – Jude“ geführt, im September 1938 nach Buchenwald überstellt und im April 1939 nach „Freikauf“ durch seine Frau entlassen. Im selben Jahr Emigration über Umwege nach England, wo er sich als Kriegsfreiwilliger zur britischen Armee meldete. Im Juni 1946 Rückkehr nach Wien. |
| Paul Hutfless                | 1902                   | Todesdatum unbekannt | Landwirt, lieferte der VF Konfidentenberichte über Nationalsozialisten. 1939/40 vorübergehend nach Flossenbürg verlegt. Im März 1940 überstellt nach „unbekannt“, im November 1942 Entlassung aus der KZ-Haft. War nach 1945 im Burgenland ansässig. |
| Heinrich Hüttl               | 1891                   | 1973                 | Jurist, Polizeibeamter. Wurde im September 1938 aus der KZ-Haft entlassen und arbeitete danach als Handelsvertreter. Nach dem Krieg 1945 Zentralinspektor der Wiener Sicherheitswache, ab 1946 Leiter der Polizeischule und Vizepräsident der Bundespolizeidirektion Wien. |
| Heinrich Eduard Jacob        | 1889                   | 1967                 | Schriftsteller und Journalist. In Dachau mit Häftlingskategorie „Schutzhaft – Jude“ geführt. Zog sich bei Steinträgerarbeiten zwei Leistenbrüche zu. Im September 1938 Überstellung in das KZ Buchenwald, nach Intervention seiner späteren Frau im Februar 1939 entlassen. Im April 1939 erzwungene Emigration nach New York, wo er an der Exilzeitschrift Aufbau und bei der New York Times mitarbeitete. Im Sommer 1953 Rückkehr nach Europa. |
| Maximilian Janisch           | 1905                   | 1939                 | Beamter. Im September 1939 nach Mauthausen verlegt, wo er am 28. Dezember 1939 umkam. |
| Alexander Kalmar             | 1892                   | 1941                 | Beamter. In Dachau mit Häftlingskategorie „Schutzhaft – Jude“ geführt. Im September 1938 nach Buchenwald überstellt, im Februar 1939 Entlassung. Anschließend Flucht in die Tschechoslowakei. Im Oktober 1941 von Prag in das Ghetto Litzmannstadt deportiert, wo er umkam. |
| Rudolf Kalmar                | 1900                   | 1974                 | Journalist und Schriftsteller. 1939/40 vorübergehend nach Flossenbürg verlegt. Im November 1944 zur SS-Brigade Dirlewanger entlassen. Geriet in sowjetische Kriegsgefangenschaft. Nach dem Krieg Mitarbeit bei verschiedenen Medien. |
| August Kargl                 | 1898                   | 1960                 | Baumeister, Heimwehrmitglied und CS-Politiker. Im autoritären Ständestaat Mitglied des ständischen Landtags in Niederösterreich. Im August 1938 aus der KZ-Haft entlassen. 1939 zur Wehrmacht eingezogen. 1944 erneut kurz inhaftiert. Nach dem Krieg niederösterreichischer Landtagsabgeordneter und Landeshauptmannstellvertreter. |
| Josef Kende                  | 1868                   | 1938                 | Antiquariats- und Verlagsbuchhändler. Mit Häftlingskategorie „Schutzhaft – Jude“ geführt, kam am 24. Oktober 1938 in Dachau ums Leben. |
| Josef Kimmel                 | 1897                   | 1982                 | Gendarmeriegeneral und Jurist. Im November 1938 aus der KZ-Haft entlassen, von Dezember 1938 bis März 1939 in Wien inhaftiert. Nach Kriegsende weitere Karriere bei der Gendarmerie, 1963 Kandidatur für das Amt des Bundespräsidenten. |
| Ludwig Klausner              | 1885                   | 1964                 | Generaldirektor des Wiener Schuhwarenhauses Del-Ka. Mit Häftlingskategorie „Schutzhaft – Jude“ geführt. Während seiner KZ-Haft wurde sein Unternehmen „arisiert“. Im September 1938 in ein Polizeigefangenenhaus in Wien überstellt, im Oktober 1938 in das KZ Buchenwald. Wenige Wochen später unter der Auflage enthaftet, Österreich zu verlassen. Erzwungene Emigration nach New York. Restitutionsverhandlungen nach dem Krieg endeten mit einem Vergleich zwischen Klausner und der Creditanstalt. |
| Ludwig Kleinwächter          | 1882                   | 1973                 | Diplomat. In Dachau mit der Häftlingskategorie „Schutzhaft – Jude“ geführt. Im September 1938 nach Buchenwald überstellt. Im Mai 1939 aus der KZ-Haft entlassen. War nach 1945 wieder im diplomatischen Dienst, ab 1951 österreichischer Botschafter in Washington. |
| Rudolf Kloss                 | 1902                   | 1982                 | Beamter und VF-Funktionär. Im März 1939 aus der KZ-Haft entlassen. Nach dem Krieg Sektionschef im Ministerium für Handel und Wiederaufbau. |
| Paul Kolisch                 | 1883                   | 1939                 | Verleger und Zeitungsherausgeber. Seine Verlagsanstalt wurde nach dem „Anschluss“ arisiert. In Dachau mit der Häftlingskategorie „Schutzhaft – Jude“ geführt. Im September 1938 nach Buchenwald überstellt, wo er am 15. Dezember 1939 starb, laut Totenschein an „Herz- und Kreislaufschwäche“. |
| Robert Korff                 | 1903                   | Todesdatum unbekannt | Hutmachermeister und Unternehmer. In Dachau mit der Häftlingskategorie „Schutzhaft – Jude“ geführt. Im September 1938 nach Buchenwald überstellt. Im Juli 1939 unter der Auflage, sofort auszuwandern, aus der KZ-Haft entlassen. Erzwungene Emigration nach São Paulo. Sein weiteres Schicksal ist nicht bekannt. |
| Hans Kotányi                 | 1888                   | 1938                 | Sohn des Gründers des gleichnamigen Unternehmens, VF-Mitglied. Seine Firma war unter den ersten „arisierten“ Unternehmen in Österreich. Mit der Häftlingskategorie „Schutzhaft – Jude“ geführt. Nahm sich am 28. April 1938 in Dachau das Leben. |
| Hans Kremar                  | 1899                   | 1965                 | Angestellter und VF-Bezirksführer. Im März 1939 aus der KZ-Haft entlassen. Nach dem Krieg Prokurist bei der Bundesländer Versicherung. |
| Theodor Krisshaber           | 1884                   | 1939                 | Kaufmann. Häftlingskategorie „Schutzhaft – Jude“, Im September 1938 nach Buchenwald überstellt, wo er am 9. November 1939 ums Leben kam. |
| Emil Kristen                 | 1888                   | 1962                 | Höherer Polizeibeamter, vor dem „Anschluss“ in der Gefangenenhaus-Abteilung der Sicherheitswache Wien. Wurde als bekannter Gegner der Nationalsozialisten bereits am 11. März 1938 entwaffnet und inhaftiert. Im Februar 1940 aus der KZ-Haft entlassen. Nach dem Krieg Wiedereintritt in den Polizeidienst. |
| Friedrich Kühr               | 1895                   | 1950                 | Christlichsozialer Wirtschafts- und Sozialwissenschafter, sowie Wirtschaftsredakteur. Kam 1934 aus Deutschland ins Exil nach Österreich und wurde 1935 österreichischer Staatsbürger. 1939/40 vorübergehend nach Flossenbürg verlegt. Im September 1943 aus der KZ-Haft entlassen. Arbeitete nach dem Krieg als Dolmetscher für britische und amerikanische Militärkommandos in Versmold. 1947 nach Brasilien ausgewandert. |
| Wilhelm Kurtz                | 1897                   | 1942                 | Kunsthändler, Amateurboxer, Funktionär bei verschiedenen Sportverbänden und Heimwehrfunktionär. Mit Häftlingskategorie „Schutzhaft – Jude“ geführt. Seine riesenhafte Gestalt machte ihn zum bevorzugten Ziel von Misshandlungen durch die SS. Im September 1938 nach Buchenwald überstellt und im Oktober 1942 nach Auschwitz, wo er am 9. Dezember 1942 ums Leben kam. |
| Hermann Lackner              | 1899                   | 1984                 | Tischlergehilfe, Sozialdemokrat, Beteiligter an den Februarkämpfen. 1939/40 vorübergehend nach Flossenbürg verlegt. Befreiung aus dem KZ Dachau am 29. April 1945. Nach dem Krieg steirischer SPÖ-Landtagsabgeordneter und Nationalratsabgeordneter. |
| Friedrich Lang               | 1899                   | 1986                 | Jurist und Spitzenbeamter. 1939/40 vorübergehend nach Flossenbürg verlegt. Im Jänner 1942 aus der KZ-Haft entlassen. |
| Josef Langer                 | 1900                   | 1942                 | Gendarmeriemajor und Adjutant von Franz Zelburg. Im Jänner 1940 aus der KZ-Haft entlassen, starb am 13. März 1942 an Folgen der Haft. |
| Gabriel Lax                  | 1892                   | 1944                 | Gründer der Künstlerspiele Pan in Wien. Mit Häftlingskategorie „Schutzhaft – Jude“ geführt, im September 1938 nach Buchenwald überstellt, im November 1938 entlassen. Anschließend Flucht nach Shanghai, wo er am 28. April 1944 starb. |
| Hugo Lehrer                  | 1896                   | 1990                 | Kriminalbeamter. Entlassung aus der KZ-Haft im März 1939. Nach dem Krieg Mitbegründer der polizeilichen Interessensvertretung Vereinigung der Bundeskriminalbeamten. |
| Liebmann Lenk                | 1874                   | 1939                 | Fabrikant. Mit Häftlingskategorie „Schutzhaft – Jude“ geführt, im September 1938 nach „unbekannt“ überstellt, Ende des Jahres 1938 wieder in Wien wohnhaft, wo er am 18. April 1939 verstarb. |
| Fritz Löhner-Beda            | 1883                   | 1942                 | Jurist, Schriftsteller, Librettist. Mit Häftlingskategorie „Schutzhaft – Jude“ geführt, im September 1938 nach Buchenwald überstellt, im Oktober 1942 nach Auschwitz. Wurde dort am 3. Dezember 1942 ermordet. |
| Josef Luda                   | 1913                   | 1955                 | Gürtlergehilfe, Sozialdemokrat, später Kommunist. Im September 1938 aus der KZ-Haft entlassen, im September 1939 erneut verhaftet und nach Buchenwald überstellt. Im Juli 1940 wieder entlassen. 1943–1945 war er Mitglied einer Widerstandsgruppe innerhalb der Wehrmacht in Norwegen. Nach dem Krieg bis 1946 in Kriegsgefangenschaft, danach wieder bei der KPÖ aktiv. |
| Eduard Ludwig                | 1883                   | 1967                 | Jurist. 1920–1936 Leiter des Bundespressedienstes, danach Mitglied des Staatsrats und des Bundestags. Wurde im Jänner 1939 aus Dachau nach Wien überstellt, wo er gegen ihn ein Verfahren wegen „Verdachts des Amtsmissbrauchs“ lief (wurde später freigesprochen). Bis Mai 1942 inhaftiert. 1942/43 nach Brandenburg an der Havel verbannt. Danach in Wien Kontakt zu Widerstandskreisen. Nach dem Krieg als ÖVP-Politiker Nationalratsabgeordneter und Leiter eines Universitätsinstituts. |
| Joseph August Lux            | 1871                   | 1947                 | Schriftsteller und Unterstützer des autoritären Ständestaat-Regimes. Im Juli 1938 entlassen und mit einem Schreibverbot belegt. |
| Rudolf Manda                 | 1882                   | 1958                 | Jurist und hochrangiger Polizeibeamter, 1934–1938 Generalinspektor der Wiener Sicherheitswache. Fertigte einen kritischen Reisebericht über ein Treffen mit Heinrich Himmler an, der Himmler zugespielt wurde. Entlassung aus der KZ-Haft im Dezember 1938, stand weiterhin unter Gestapo-Beobachtung. Nach dem Krieg wieder im Polizeidienst, ab 1948 Leiter des Büros von Polizeipräsident Josef Holaubek. |
| Anton Marek                  | 1889                   | 1976                 | Kriminaloberinspektor. 1939/40 vorübergehend nach Flossenbürg verlegt. Im April 1940 entlassen. Nach dem Krieg wieder im Polizeidienst, wurde im Juni 1948 auf der sowjetischen Generalprokuratur wegen „Spionage gegen die Sowjetunion“ festgenommen und 1951 von einem sowjetischen Militärtribunal zum Tod verurteilt. Umwandlung in eine Freiheitsstrafe, 1955 rehabilitiert und Rückkehr aus der Sowjetunion. |
| Viktor Matejka               | 1901                   | 1993                 | Kulturpolitiker und Schriftsteller. 1939/40 vorübergehend nach Flossenbürg verlegt. Im Juli 1944 aus der KZ-Haft entlassen. 1945 Beitritt zur KPÖ, bis 1949 Stadtrat für Kultur und Volksbildung in Wien. |
| Emil Maurer                  | 1884                   | 1967                 | Rechtsanwalt, Sozialdemokratischer Funktionär und Politiker, 1932–1934 Bezirksvorsteher von Wien-Neubau. In Dachau mit Häftlingskategorie „Schutzhaft – Jude“ geführt, im September 1938 nach Buchenwald überstellt, im Mai 1939 entlassen. Flucht nach Großbritannien und Engagement im Austrian Labour Club. 1940 auf der Isle of Man als „feindlicher Ausländer“ interniert. 1946 nach Wien zurückgekehrt. 1952–1963 Präsident der Israelitischen Kultusgemeinde Wien. |
| Ernst Mayer                  | 1881                   | 1947                 | Jurist und Genarmerie-Offizier. Wurde dem Transport unterwegs angeschlossen, vermutlich in Linz. Im Juli 1939 aus der KZ-Haft entlassen. Wurde nach dem Krieg Landesgendarmeriekommandant von Oberösterreich. |
| Karl Ferdinan Mayer          | 1891                   | 1946                 | Kaufmann und Antiquitätenhändler. In Dachau mit Häftlingskategorie „Schutzhaft – Jude“ geführt, im September 1938 nach Buchenwald überstellt, im Februar 1939 entlassen. Starb am 25. April 1946 in London. |
| Waldemar Mestrozi            | 1883                   | 1943                 | Major i. R., Heimwehr-Funktionär, hoher VF-Funktionär, 1938 Guido Zernatto zugeteilt. Sollte vor dem „Anschluss“ Gelder der VF wegschaffen. Wurde im März 1939 aus der KZ-Haft entlassen. Am 29. Mai 1943 in Wien gestorben. |
| Otto Neumann                 | 1888                   | 1967                 | Oberpolizeirat, Hofrat. 1933/34 Kommandant des Anhaltelagers Wöllersdorf. Im September 1939 aus der KZ-Haft entlassen. Nach 1945 wieder in Polizeidienst eingetreten. |
| Paul Neurath                 | 1911                   | 2001                 | Rechtsanwaltsanwärter und sozialdemokratischer Aktivist. In Dachau mit Häftlingskategorie „Schutzhaft – Jude“ geführt, im September 1938 nach Buchenwald überstellt, im Mai 1939 aus der KZ-Haft entlassen. Anschließend erzwungene Emigration über Schweden in die USA. 1943 Dissertation über Verhältnisse in den beiden Konzentrationslagern. Akademische Karriere als Soziologe. |
| Josef Nischelwitzer          | 1912                   | 1987                 | Maurergehilfe, sozialdemokratischer, später kommunistischer Aktivist. War bis Kriegsende in diversen Konzentrationslagern: Zuerst Dachau, ab September 1939 Flossenbürg, ab März 1940 wieder Dachau, dort 1942 zu fünf Monaten Gefängnis verurteilt wegen Tötung eines Mithäftlings/SS-Spitzels, ab November 1942 Mauthausen und Gusen. Nach dem Krieg 1963–1980 Landesobmann der KPÖ Kärnten, Landesobmann des KZ-Verbands und Redakteur beim Volkswille. |
| Albert Oberweger             | 1878                   | 1942                 | Generalmajor a. D., Vorsitzender des Militärgerichts gegen die NS-Putschisten vom Juli 1934. Im September 1939 nach Flossenbürg verlegt, im März 1940 wieder nach Dachau, im März 1941 entlassen. Starb am 25. April 1942 in Wien. |
| Franz Olah                   | 1910                   | 2009                 | Klaviermechaniker und sozialdemokratischer Funktionär. 1939/40 vorübergehend nach Flossenbürg verlegt, im März 1944 nach Buchenwald überstellt und von dort in das KZ Mittelbau-Dora, wo er bis Kriegsende inhaftiert blieb. In der Zweiten Republik Wiener Gemeinderatsmitglied, Präsident des ÖGB, Nationalratsabgeordneter und Innenminister. |
| Alois Osio                   | 1877                   | 1939                 | Oberlandesgerichtsrat und Vizepräsident des Landesgerichts für Strafsachen Wien. Im September 1938 nach Buchenwald überstellt, wo er am 5. Jänner 1939 vom Arbeitskommandoführer Josef Voggesberger ermordet wurde. |
| Maximilian Pammer            | 1904                   | 1988                 | Jurist und Polizeibeamter. War ab 1933 mit der Bekämpfung der illegalen Sozialdemokraten und Nationalsozialisten im Büro der Generaldirektion für öffentliche Sicherheit zuständig. Im September 1938 aus der KZ-Haft entlassen. 1942 zur Wehrmacht einberufen. Bei Kriegsende von Karl Renner mit der Wiedererrichtung und Leitung der Staatspolizei beauftragt. Weitere Karriere im Polizeidienst, 1964–1970 Präsident des Österreichischen Statistischen Zentralamts. |
| Heinz Rudolf Paul            | 1902                   | 1951                 | Rechtsanwalt und Sprachlehrer. Emigrierte 1933 aus Deutschland nach Frankreich, übersiedelte 1936 nach Wien. In Dachau mit Häftlingskategorie „Schutzhaft – Jude“ geführt, im September 1938 nach Buchenwald überstellt. Im April 1939 Flucht nach Italien, wo er wieder interniert wurde. 1941 Flucht nach Portugal, im März 1943 Exil in den USA. |
| Josef Paul                   | 1907                   | 1995                 | Polizei-Kommissär. Im September 1939 nach Mauthausen überstellt, von wo er im Februar 1940 entlassen wurde. Im Dezember 1940 in die Wehrmacht einberufen, später in amerikanischer Kriegsgefangenschaft. In der Zweiten Republik weitere Karriere im Polizeidienst. |
| Rudolf Penz                  | 1899                   | vermutlich 1939      | Kompaniekommandant der Tiroler Heimatwehr („Gausturmkompanie Hötting“). Bereits im April 1938 von Dachau nach „unbekannt“ überstellt. Im Juni 1939 in Innsbruck wegen „Anstiftung zum Mord“ (im Zuge des NS-Putsches im Juli 1934) zum Tod verurteilt. |
| Raimund Poukar               | 1895                   | 1980                 | Rechnungsbeamter und Journalist. Im Mai 1939 aus der KZ-Haft entlassen. Nach dem Krieg Pressereferent im Unterrichtsministerium, ab 1955 im Bundeskanzleramt. |
| Adolf Proksch                | 1886                   | 1966                 | Bis 1933 Generaldirektor der Siemens-Schuckertwerke in Agram. Ab 1935 Im Generalsekretariat der VF und Finanzberater von Kanzler Schuschnigg. Im Jänner 1939 aus der KZ-Haft entlassen. |
| Emil Ptak                    | 1908                   | Todesdatum unbekannt | Mittelschullehrer in Krems an der Donau. In Dachau mit Häftlingskategorie „Schutzhaft – Jude“ geführt, im September 1938 nach Buchenwald überstellt. Im September 1939 aus der KZ-Haft entlassen. Arbeitete nach 1945 wieder in Krems als Lehrer. Starb in den 1970er Jahren in Krems. |
| Erich Pultar                 | 1909                   | 1993                 | Jurist, Beamter der Stadt Wien, Mitglied der Christlich-deutschen Turnerschaft, des Schutzkorps und der VF. Geriet an der Universität Wien in Auseinandersetzungen mit Nationalsozialisten. Im September 1938 aus der KZ-Haft entlassen. 1940 zur Wehrmacht einberufen, später amerikanische Kriegsgefangenschaft. Beamtenkarriere, 1951–1981 Präsident des Österreichischen Leichtathletik-Verbands. |
| Walter Pultar                | 1916                   | 1984                 | Medizinstudent. Im März 1939 aus der KZ-Haft entlassen. Später zur Wehrmacht einberufen. 1946 aus amerikanischer Kriegsgefangenschaft zurückgekehrt, wurde praktischer Arzt in Niederösterreich. |
| Leopold Rauch                | 1881                   | 1959                 | Polizeibeamter, VF-Funktionär. Im September 1938 aus der KZ-Haft entlassen. Nach 1945 weitere Karriere im Wiener Polizeidienst. |
| Maximilian Reich             | 1882                   | 1952                 | Sportjournalist. In Dachau mit Häftlingskategorie „Schutzhaft – Jude“ geführt, im September 1938 nach Buchenwald überstellt, wo er im Oktober 1938 entlassen wurde. Erzwungene Emigration nach Großbritannien, wo er für die BBC arbeitete. Nach dem Krieg Rückkehr nach Wien, wo er eine Zeitung gründete und weiter journalistisch tätig war. |
| Josef Reither                | 1880                   | 1950                 | CS-Spitzenpolitiker, niederösterreichischer Landtagsabgeordneter und stellvertretender Landeshauptmann. 1934/35 Landwirtschaftsminister, 1938 VF-Landesführer. 1939/40 vorübergehend nach Flossenbürg verlegt. Im Juli 1941 aus der KZ-Haft entlassen. Infolge des Attentats auf Hitler im Juli 1944 erneut verhaftet und in das KZ Ravensbrück überstellt, später in das Berliner Gestapogefängnis Lehrter Straße, wo er bis Kriegsende blieb. Nach dem Krieg ÖVP-Landtagsklubobmann und Präsident der Landwirtschaftskammer Niederösterreich. |
| Oswald Friedrich Richter     | 1886                   | 1939                 | Rechtsanwalt und Sozialdemokrat. In Dachau mit Häftlingskategorie „Schutzhaft – Jude“ geführt, im September 1938 nach Buchenwald überstellt, wo er am 2. Jänner 1939 starb. Todesursache war angeblich „Herz- und Kreislaufschwäche“. |
| Maximilian Ronge             | 1874                   | 1953                 | Offizier des k.u.k. Geheimdienstes (Evidenzbüro), 1934–1938 im Dienst des Bundeskanzleramtes (für Spionageabwehr zuständig). Bereits wenige Tage nach der Einweisung in Dachau in das Polizeigefängnis München verlegt. Im August 1938 auf Vermittlung von Wilhelm Canaris entlassen. Betrieb danach im Wiener Kriegsarchiv „kriegswissenschaftliche Studien“. In der Zweiten Republik am Aufbau einer österreichischen Heeresspionageorganisation beteiligt. |
| Josef Rossmanith             | 1904                   | 28.01.1969           | Polizeibeamter, im staatspolizeilichen Dienst mit der Bekämpfung der illegalen Nationalsozialisten betraut. Im September 1939 nach Flossenbürg überstellt, Im März 1940 nach Dachau rücküberstellt, im April 1940 entlassen. Wurde in der Zweiten Republik Ministerialrat im Bundesministerium für Inneres und Sicherheitsdirektor für Oberösterreich. |
| Franz Rupertsberger          | 1901                   | 1983                 | Beamter, ab 1934 in der Generaldirektion für die öffentliche Sicherheit, wo er mit der Verfolgung illegaler Nationalsozialisten betraut war. Im September 1939 nach Flossenbürg überstellt, im März 1940 nach Dachau rücküberstellt, im April 1940 entlassen. Litt zeitlebens an gesundheitlichen Folgen von schweren Misshandlungen während der KZ-Haft. War nach 1945 Sicherheitsdirektor für Oberösterreich und Sektionschef im Innenministerium. |
| Arthur Rutra                 | 1892                   | 1942                 | Expressionistischer Dramatiker, Schriftsteller und Journalist. Arbeitete für den Heimatdienst, VF-Mitglied. In Dachau mit Häftlingskategorie „Schutzhaft – Jude“ geführt, im Mai 1938 nach „unbekannt“ überstellt, im Oktober 1939 über Buchenwald in ein Gestapo-Gefängnis in Berlin transportiert. Im April 1941 vom Volksgerichtshof wegen „Vorbereitung zum Hochverrat“ zu 15 Jahren Zuchthaus verurteilt. Im Sommer 1942 aus Strafhaft entlassen und in ein Sammellager in Wien überstellt, nach Maly Trostinec deportiert und dort am 9. Oktober 1942 ermordet. |
| Walter Scheuer               | 1898                   | 1954                 | Schneider und Kaufmann. In Dachau mit Häftlingskategorie „Schutzhaft – Jude“ geführt, im September 1938 nach Buchenwald überstellt, im April 1939 entlassen. Erzwungene Emigration in die USA. |
| Bernhard Schiffmann          | 1892                   | Todesdatum unbekannt | Mitinhaber eines Warenhauses. In Dachau mit Häftlingskategorie „Schutzhaft – Jude“ geführt, im September 1938 nach Buchenwald überstellt, im Februar 1939 entlassen. Erzwungene Emigration in die USA. In den 1960er Jahren in Israel wohnhaft. |
| Hermann Schiffmann           | 1890                   | Todesdatum unbekannt | Mitinhaber eines Warenhauses. In Dachau mit Häftlingskategorie „Schutzhaft – Jude“ geführt, im September 1938 nach Buchenwald überstellt, im Februar 1939 entlassen. Erzwungene Emigration in die USA. |
| Max Schiffmann               | 1885                   | 1945                 | Mitinhaber eines Warenhauses, Mitglied des Kultusvorstandes der IKG Wien. In Dachau mit Häftlingskategorie „Schutzhaft – Jude“ geführt, im September 1938 nach Buchenwald überstellt, im Februar 1939 entlassen. Erzwungene Emigration in die USA. |
| Michael Schiffmann           | 1898                   | Todesdatum unbekannt | Mitinhaber eines Warenhauses, Mitglied des Kultusvorstandes der IKG Wien. In Dachau mit Häftlingskategorie „Schutzhaft – Jude“ geführt, im September 1938 nach Buchenwald überstellt, im Februar 1939 entlassen. Erzwungene Emigration in die USA. |
| Rudolf Schimek-Russwurm      | 1872                   | 1955                 | Oberstleutnant und Legitimist. Im autoritären Ständestaat im staatspolizeilichen Dienst mit der Abwehr gegen den Nationalsozialismus befasst. Im September 1938 aus der KZ-Haft entlassen. |
| Paul Schmittner              | 1888                   | 1968                 | Gendarmeriemajor. 1939/40 vorübergehend nach Flossenbürg verlegt, im März 1940 aus der KZ-Haft entlassen. Ging Ende 1944 nach Tirol, um der Rekrutierung zum Volkssturm zu entgehen und organisierte im Zillertal eine Widerstandsgruppe. In der Zweiten Republik Landesgendarmeriekommandant des Burgenlandes, weitere Karriere bei der Gendarmerie, 1953 Gendarmeriegeneral. |
| Richard Schmitz              | 1885                   | 1954                 | Jurist und Spitzenpolitiker (CS, VF). 1920–1934 Nationalratsabgeordneter, verschiedene Ministerämter, Bürgermeister von Wien. 1939/40 vorübergehend nach Flossenbürg verlegt. Wurde 1945 mit anderen prominenten Häftlingen von der SS nach Südtirol verlegt, wo er gegen Kriegsende befreit wurde. In der Zweiten Republik journalistisch tätig. |
| Fritz Schreier               | 1897                   | 1981                 | Rechtsanwalt. In Dachau mit Häftlingskategorie „Schutzhaft – Jude“ geführt, im September 1938 nach Buchenwald überstellt, im November 1938 entlassen. Erzwungene Emigration in die Schweiz. 1941 in die USA weitergereist, wo er eine akademische Karriere einschlug. |
| Mark Siegelberg              | 1895                   | 1986                 | Jurist und Wirtschaftswissenschaftler, Journalist, Schriftsteller, Theaterkritiker und Schauspieler. In Dachau mit Häftlingskategorie „Schutzhaft – Jude“ geführt, im September 1938 nach Buchenwald überstellt, im Mai 1939 entlassen. Erzwungene Emigration nach Shanghai. 1941 von den Briten nach Australien evakuiert. Kehrte in den 1960er Jahren nach Österreich zurück. |
| Erwin Sitzmann               | 1913                   | 1977                 | Handelsangestellter, KPÖ-Mitglied. In Dachau mit Häftlingskategorie „Schutzhaft – Jude“ geführt, im September 1938 nach Buchenwald überstellt. Nach seiner Entlassung aus der KZ-Haft Flucht Richtung Palästina und bis Kriegsende auf Mauritius interniert. Kehrte 1945 nach Wien zurück und wurde Sportlehrer und in der Sportabteilung der KPÖ aktiv. |
| Ludwig Soswinski             | 1905                   | 1997                 | Jurist, Wirtschaftsprüfer und Sozialist, später Kommunist. In Dachau mit Häftlingskategorie „Schutzhaft – Jude“ geführt, 1939/40 vorübergehend nach Flossenbürg verlegt, wurde 1940 Kapo. Nach Aufdeckung von Häftlingsbegünstigungen mit 45 Tagen verdunkelter Einzelhaft bestraft und einer Strafkompanie zugewiesen. Im Jänner 1944 in das KZ Lublin-Majdanek verlegt, im Juni 1944 nach Auschwitz, wo er Mitglied der Widerstandsgruppe Kampfgruppe Auschwitz wurde. Im Jänner 1945 nach Mauthausen verlegt. Nach dem Krieg weiteres politisches und zivilgesellschaftliches Engagement.                                                                                   |
| Paul Springer                | 1917                   | 1949                 | Handelsangestellter, Mitglied der Roten Falken, KPÖ-Mitglied. In Dachau mit Häftlingskategorie „Schutzhaft – Jude“ geführt, im September 1938 nach Buchenwald überstellt, wo er bis zur Befreiung 1945 verblieb. |
| Leopold Sprinzl              | 1898                   | 1970                 | Journalist, Mitarbeiter der NS-Wochenzeitung „Kampfruf“, NSDAP-Mitglied, Lieferte Informationen gegen die Nationalsozialisten an die Wiener Polizei. Im Mai 1939 in das KZ Sachsenhausen überstellt, im Jänner 1941 durch das Kammergericht Berlin wegen „Landesverrat“ zu zweieinhalb Jahren Gefängnis in Berlin-Tegel verurteilt. Im September 1943 in das KZ Flossenbürg überstellt, wo er bis zur Befreiung 1945 verblieb. War danach wieder als Journalist tätig. |
| Johann Staud                 | 1882                   | 1939                 | Schuhmacher, Gewerkschaftsfunktionär und Politiker (CS). Im autoritären Ständestaat Präsident der Einheitsgewerkschaft. Wurde am 27. September 1939 ins KZ Flossenbürg überstellt, wo er am 2. Oktober 1939 umkam. |
| Johann Stern                 | Geburtsdatum unbekannt | vermutlich 1938      | Johann Stern bestieg zwar den Zug nach Dachau, wurde dort aber nicht im Zugangsbuch registriert. Er kam vermutlich bereits während des Transports ums Leben. |
| Ignaz Stieber                | 1917                   | Todesdatum unbekannt | Hilfsarbeiter, Kommunist. In Dachau mit Häftlingskategorie „Schutzhaft – Jude“ geführt, im September 1938 nach Buchenwald überstellt und im Mai 1939 entlassen. Danach Flucht nach Italien, wo er erneut interniert wurde. Sein weiteres Schicksal ist unbekannt. |
| Emanuel Stillfried           | 1898                   | 1965                 | Gendarmeriemajor. War 1935/1936 Kommandant des Anhaltelagers Wöllersdorf. Wurde in Dachau von der SS als „Rache für Wöllersdorf“ häufig misshandelt. 1939/40 vorübergehend nach Flossenbürg verlegt. Entlassung aus der KZ-Haft im September 1943. Nach dem Krieg Chef der österreichischen Gendarmerie. |
| Erich (Erik) Streitmann      | 1909                   | 1946                 | Sohn von Friedrich Streitmann, Polizeikommissär in Wien und galt als scharfer Gegner der illegalen Nationalsozialisten. Wurde 1939/40 vorübergehend nach Flossenbürg verlegt. Wurde am 26. April 1945 in einem Todesmarsch in Richtung Tirol geschickt und am 2. Mai 1945 von amerikanischen Truppen befreit. |
| Friedrich Streitmann         | 1878                   | 1956                 | Jurist und Polizeikommissär. 1934–1938 Mitglied des Staatsrats und des Bundestags. 1939/40 vorübergehend nach Flossenbürg verlegt, im Juli 1940 aus der KZ-Haft entlassen. Nach dem Krieg wieder Dienst im Innenministerium. War Gründer und Vorsitzender der KZ-Kameradschaft Dachau. |
| Robert Stricker              | 1879                   | 1944                 | Staatsbahnrat, Journalist und Politiker, 1919/20 Mitglied der Konstituierenden Nationalversammlung. In Dachau mit Häftlingskategorie „Schutzhaft – Jude“ geführt, im September 1938 nach Buchenwald überstellt und am 14. Februar 1939 entlassen. Musste sich verpflichten, das Land nicht zu verlassen. Im September 1942 in das Ghetto Theresienstadt deportiert, im Oktober 1944 nach Auschwitz, wo er ermordet wurde. |
| Heinrich Sussmann            | 1904                   | 1939                 | Verwaltungsbeamter. In Dachau mit Häftlingskategorie „Schutzhaft – Jude“ geführt, im September 1938 nach Buchenwald überstellt. 1938 unter der Auflage, das Land unverzüglich zu verlassen, aus der KZ-Haft entlassen. Erzwungene Emigration nach Neuseeland, wo er als Schilehrer und Bergführer arbeitete und 1939 bei einem Lawinenunglück starb. |
| Theodor Szigeti              | 1900                   | 1983                 | Elektromonteur, im autoritären Ständestaat wegen Betätigung für den kommunistisch dominierten Autonomen Schutzbund inhaftiert. Im März 1939 aus der KZ-Haft entlassen. |
| Otto Franz Troidl            | 1886                   | 1964                 | Christlicher Gewerkschafter. Im März 1939 aus der KZ-Haft entlassen. Hatte Kontakte zum Widerstandskämpfer Carl Friedrich Goerdeler. Im September 1944 wegen Verdachts der „Vorbereitung zum Hochverrat“ verhaftet und im November 1944 nach Mauthausen überstellt. Im Februar 1945 zur Gestapo nach Wien überstellt und bis April 1945 inhaftiert. |
| Julius Uhlirs                | 1894                   | 1968                 | Buchdrucker und sozialdemokratischer Gewerkschaftsfunktionär. Im März 1939 aus der KZ-Haft entlassen. Nach dem Krieg in der Gewerkschaft der Arbeiter in der Land- und Forstwirtschaft aktiv. |
| Ernst Unschuld von Melasfeld | 1907                   | Todesdatum unbekannt | Bauingenieur. Im März 1939 aus der KZ-Haft entlassen. sein weiteres Schicksal ist unbekannt. Wurde per Gerichtsbeschluss mit 31. Dezember 1950 für tot erklärt. |
| Johann Vetrovsky             | 1903                   | 1948                 | Kontorist und kommunistischer Funktionär. Vorübergehend 1939/40 nach Flossenbürg verlegt. Befreiung aus dem KZ Dachau am 29. April 1945. |
| Karl Waranitsch sen.         | 1875                   | 1951                 | Journalist, Leiter der Pressestelle der VF. Im März 1939 aus der KZ-Haft entlassen. |
| Karl Waranitsch jun.         | 1905                   | 1970                 | Journalist, VF-Funktionär. Im März 1939 aus der KZ-Haft entlassen. |
| Adolf Watzek                 | 1881                   | 1950                 | Sozialdemokratischer Funktionär der Freien Gewerkschaften, 1938 kurzzeitig Staatssekretär im Bundesministerium für Soziale Verwaltung. Im März 1939 aus der KZ-Haft entlassen. Nach dem Krieg 1945–1949 Leiter des Arbeitsamtes Wien. |
| Stefan Weindl                | 1904                   | Todesdatum unbekannt | Hilfsarbeiter, Mitglied des Republikanischen Schutzbundes. Im März 1939 aus der KZ-Haft entlassen. In die Wehrmacht einberufen, 1942–1944 in einer Strafeinheit eingesetzt. Überlebte den Krieg. |
| Karl Werkmann                | 1878                   | 1951                 | Schriftsteller, Privatsekretär Kaiser Karls I., führend in der legitimistischen Bewegung tätig. September/Oktober 1938 in Kommandantur-Arrest. Im November 1938 aus der KZ-Haft entlassen. |
| Hermann Wildpanner           | 1911                   | 1976                 | Tischler und KPÖ-Funktionär. Vorübergehend 1939/40 nach Flossenbürg verlegt. Befreiung aus dem KZ Dachau am 29. April 1945. Nach dem Krieg bei der KPÖ Niederösterreich Mitglied der Landesleitung. |
| Felix Willmann               | 1899                   | 1965                 | Beamter des Friedhofsamtes der Israelitischen Kultusgemeinde Wien und SDAP-Mitglied. In Dachau mit der Häftlingskategorie „Schutzhaft – Jude“ geführt, im September 1938 nach Buchenwald überstellt, im Jänner 1939 entlassen. Emigration in die USA. |
| Karl Wirtl                   | 1889                   | 1968                 | Schlosser, mehrmals wechselnde SDAP- und KPÖ-Mitgliedschaft. Funktionär der Freien Gewerkschaften. Im April 1939 aus der KZ-Haft entlassen. Anschließend arbeitete er als Monteur bei Hofherr & Schrantz. Nach einem Bombenangriff am 26. Juni 1944 war er Schwerinvalide. |
| Josef Wittmann               | 1893                   | 1942                 | Immobilienmakler. In Dachau mit der Häftlingskategorie „Schutzhaft – Jude“ geführt, im September 1938 nach Buchenwald überstellt, von wo er später entlassen wurde. Im Mai 1942 wurde er beim Versuch, illegal die Grenze nach Italien zu übertreten festgenommen. Noch im selben Monat wurde er nach Maly Trostinec deportiert und dort am 26. Mai 1942 ermordet. |
| Arthur Zar                   | 1882                   | 1947                 | Generalmajor a. D., Magistratsangesteller in Wien. Leistete als Rathauswachmann Widerstand, als Nationalsozialisten in der Nacht vom 11. auf den 12. März 1938 in das Rathaus eindringen wollten. Im Mai 1938 aus der KZ-Haft entlassen. |
| Emmerich Zederbauer          | 1877                   | 1950                 | Universitätsprofessor für Obst- und Gartenbau an der Hochschule für Bodenkultur in Wien, 1937/1938 deren Rektor. Erstellte in Dachau den Entwurf für die „Plantage“. Im September 1939 aus der KZ-Haft entlassen. Wurde danach überwacht und musste sich wöchentlich bei der Polizei melden. Nach dem Krieg wieder an der Universität für Bodenkultur tätig. |
| Franz Zelburg                | 1883                   | 1950                 | Gendarmerieoffizier, 1934–1936 Sicherheitsdirektor für das Land Steiermark, 1937 Generalinspekteur der österreichischen Bundesgendarmerie in Wien und dem Bundeskanzleramt zugeteilt. Wurde im Juli 1939 an das Landgericht Graz überstellt und wegen „Missbrauchs der Amtsgewalt“ im Zusammenhang mit der Verfolgung von NS-Straftätern 1934–1938 zu acht Jahren schweren Kerkers verurteilt. Im Mai 1941 von Graz-Karlau an die Gestapo Graz rücküberstellt, im Juni 1941 nach einem Schlaganfall entlassen. |
| Franz Andreas Zenz           | 1898                   | 1968                 | Gendarmeriemajor und -abteilungskommandant in Leoben. Im November 1940 aus der KZ-Haft entlassen. Wurde nach dem Krieg Landesgendarmeriekommandant der Steiermark. |
| Mendel Zonabend              | 1896                   | 1979                 | Schneider. In Dachau mit der Häftlingskategorie „Schutzhaft – Jude“ geführt, im September 1938 nach Buchenwald überstellt, im Juni 1939 entlassen. Emigration, Internierung auf Mauritius, ab 1945 in den USA wohnhaft. |

### Literarische Verarbeitung (Auswahl)
Einige der im Prominententransport nach Dachau verbrachten Personen verarbeiteten ihre Erfahrungen literarisch. Beispiele dafür:
- Mark Siegelberg: Schutzhaftjude 13877. Shanghai 1940.
- Rudolf Kalmar: Zeit ohne Gnade. Wien 1946.
- Walter Adam: Nacht über Deutschland – Erinnerungen an Dachau. Wien 1947.
- Raoul Auernheimer: Das Wirtshaus zur verlorenen Zeit. Erlebnisse und Bekenntnisse. Wien 1948.

## Weitere Gefangenentransporte
Bereits vor 1938 waren Österreicher unter den Häftlingen in Dachau, die ersten beiden wurden bereits kurz nach Eröffnung des Konzentrationslagers eingeliefert. Die ersten Einzelpersonen, die nach dem „Anschluss“ von Österreich nach Dachau gebracht wurden, waren Verwandte der Habsburger: Joseph Ferdinand Habsburg wurde am 30. März in Dachau eingeliefert, die Brüder Max und Ernst Hohenberg einen Tag später.
Der Prominententransport war der erste Gruppentransport von Österreichern nach Dachau, zahlreiche weitere folgten. Am 11. April erfolgte ein Transport aus Salzburg, am 24. Mai ein weiterer Gruppentransport mit 170 Häftlingen aus Wien, am 31. Mai ein Transport aus Vorarlberg und Tirol mit 46 republikanischen Polizeibeamten, am 31. Mai und 3. Juni zwei weitere Transporte aus Wien und in der Folge weitere Einzeleinlieferungen aus Österreich. Im Zuge der Novemberpogrome 1938 wurden 3.700 jüdische Österreicher von Wien aus in das KZ Dachau deportiert; die meisten wurden aber unter der Auflage, das Deutsche Reich zu verlassen, bald wieder entlassen. Bis Jahresende 1938 wurde etwa 8.000 Österreicher ins KZ Dachau verbracht.
Der Prominententransport war nur Auftakt zu Repression, Deportation und Terror, dem österreichische Bürger ausgesetzt wurden und zum beispiellosen Massenmord der folgenden Jahre. Nach gegenwärtigem Forschungsstand fielen während die ganzen Zeit der NS-Herrschaft in Österreich etwa 66.500 Juden, 37.500 körperlich und geistig Behinderte bzw. psychisch Kranke, 9.500 Roma und Sinti und 8.000 politisch Verfolgte dem System zum Opfer.

## Gedenktafel

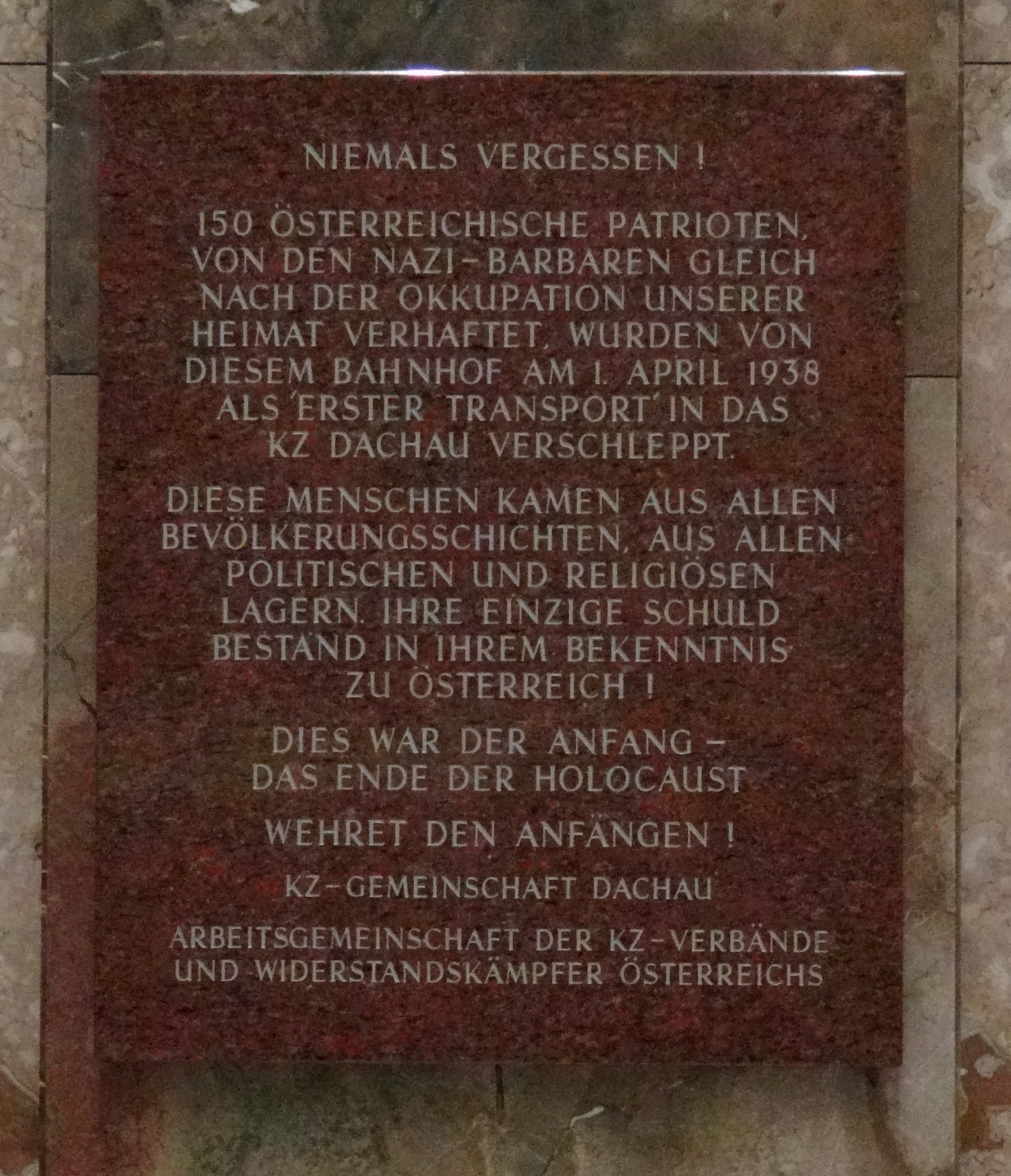
Steinerne Gedenktafel am Westbahnhof

Am 17. März 1988 wurde im Gebäude des Wiener Westbahnhofes zur Erinnerung an den ersten Österreichertransport nach Dachau eine Gedenktafel angebracht, die von der KZ-Gemeinschaft Dachau gestiftet wurde. 2003 wurde die Metalltafel durch eine Steintafel mit identem Text ersetzt, als zusätzlicher Stifter trat die Arbeitsgemeinschaft der KZ-Verbände und Widerstandskämpfer Österreichs auf.